# 帕耶兰塔国家公园
帕耶兰塔国家公园（瑞典語：Padjelanta nationalpark）是位於瑞典北部的一座國家公園。帕耶兰塔国家公园成立於1963年，面積達1,984 km2（766 sq mi），是瑞典面積最大的國家公園之一。帕耶兰塔国家公园也被劃入世界自然遺產拉普人居住區的範圍。